# Muhafaza
Muhafazah (arapski: محافظة) je upravna jedinica obično prvog stupnja u arapskim zemljama, ono što bi donekle odgovaralo pojmu provincija ili oblast u europskim zemljama. Englezi taj termin prevode kao guvernat, teritorij pod upravom guvernera.
Na muhafaze su podijeljene sljedeće arapske države;
- Bahrein
- Egipat
- Irak
- Jordan
- Kuvajt
- Libija (povijesna podjela)
- Libanon
- Oman
- Palestinska autonomija
- Saudijska Arabija (kod nje su Muhafaze jedinice drugog upravnog stupnja)
- Sirija
- Jemen

Tunis ima upravnu podjelu po uzoru na osmanske Vilajete.